# Newborn
Newborn – miasto w Stanach Zjednoczonych, w stanie Georgia, w hrabstwie Newton.